# نمچک
نیمتشک (انگلیسی: Nemetschek) شرکت خوشه‌ای آلمانی است، که در سال ۱۹۶۳ تأسیس شد.